# 穆罕默德·哈达
穆罕默德·哈达（印度尼西亚语：Mohammad Hattaⓘ，1902年8月12日—1980年3月14日）是已故印度尼西亚政治家。他与苏加诺同为印度尼西亚独立运动领袖，印尼独立后任首任副总统，也曾兼任过总理和外交部长。由于与苏加诺政见不合，他最终辞去了副总统之职，但仍为印尼政坛举足轻重的人物。

## 延伸阅读
- Anderson, Ben. . Ithaca, N.Y.: Cornell University Press. 1972. ISBN 0-8014-0687-0.